# 秋田県を舞台とした作品一覧
秋田県を舞台とした作品一覧（あきたけんをぶたいとしたさくひんいちらん）では、秋田県内をモチーフ・ロケーションとした文芸、ドラマ・映画、漫画、アニメーション作品について記述する。

## 文芸作品（小説・古典・童話・紀行・民謡）
- 青い山脈（石坂洋次郎）
- 秋田犬物語（戸川幸夫）
- 秋田殺人事件（内田康夫）
- 秋田新幹線「こまち」殺人事件（西村京太郎）
- 秋田民謡
- 秋田湯沢七夕美人絵灯ろう殺人事件（和久峻三）
- 悪魔の種子（内田康夫）
- 雨の旅角館の殺人（津村秀介）
- 医学生（南木佳士）
- 石の記憶（高橋克彦）
- 命の守り人（中村智志）
- 羽州ものがたり（菅野雪虫）
- 奥州後三年記
- 男鹿・角館殺しのスパン（西村京太郎）
- 男鹿半島北緯40度の殺人（梓林太郎）
- 奥の細道 - 象潟
- 鬼首殺人事件（内田康夫）
- お迎えに上がりました 5（竹林七草）
- 邂逅の森（熊谷達也）
- 街道をゆく29（司馬遼太郎）
- 楓日記 窪田城異聞（北原亞以子）
- 仮面の国殺人旅情 秋田・田沢湖の怪（斎藤栄）
- 竿燈万華鏡（児玉ヒサト）
- 黄色い牙（志茂田影樹）
- 北の河（高井有一）
- 北への逃亡者（西村京太郎）
- 生のみ生のままで（綿矢りさ）
- こまち田沢湖殺人事件（中津文彦）
- 佐竹義宣　秀吉が頼り家康が恐れた北関東の義将（近衛龍春）
- 時刻表2万キロ（宮脇俊三）
- 静かなる凱旋（阿部牧郎）
- 常羽有情（土居輝雄）
- 新幹線秋田「こまち」殺人事件（吉村達也）
- 新幹線しゅっぱつ（鎌田歩）
- 砂の器（松本清張）
- 相剋の森（熊谷達也）
- 卒業旅行は北国へ（三輪裕子）
- それぞれの終楽章（阿部牧郎）
- 第一阿房列車 奥羽本線（内田百閒）
- 田沢湖殺人事件（中町信）
- 鳥海山殺人渓谷（梓林太郎）
- 鳥海山の空の上から（三輪裕子）
- 東京 秋田殺人連鎖 新幹線推理旅行（斎藤栄）
- 東北三大祭り殺人事件（木谷恭介）
- 特急たざわ殺人事件（西村京太郎）
- 十和田・田沢湖殺人ライン（深谷忠記）
- 十和田南殺意の旅（西村京太郎）
- 謎と殺意の田沢湖線（西村京太郎）
- ナマハゲ殺人伝説（生田直親）
- 日本海殺人ルート（西村京太郎）
- 日本百名山（深田久弥）
- 乳頭温泉殺人情景（風見修三）
- 入道崎殺人事件 陸奥に消えた女（広山義慶）
- 眠狂四郎 異端状（柴田錬三郎）
- 破獄（吉村昭）
- はちまん（内田康夫）
- 八郎（斎藤隆介・滝平二郎）
- はて知らずの記（正岡子規）
- 花の百名山（田中澄江）
- 母（三浦綾子）
- 半日の放浪（高井有一）
- 人を乗せない急行列車（津村秀介）
- 鄙の記憶（内田康夫）
- 百万塔伝説殺人事件（木谷恭介）
- 謀殺水系（太田蘭三）
- 炎立つ（高橋克彦）
- 目撃（津村秀介）
- 山と川のある町（石坂洋次郎）
- 湯沢物語
- 夢の碑（高井有一）
- 養安先生（西木正明）
- 横手盆地で農を継ぐ（ 鈴木利良）
- 若い人（石坂洋次郎」）
- わが母は聖母なりき（八木隆一郎）

## テレビドラマ
- 愛の教育
- IRIS-アイリス-
- ウルトラマンティガ（第1話）
- エジソンの母
- おかしな刑事19
- 思えば遠くへ来たもんだ
- 上条麗子の事件推理8
- 金色の海
- 雲のじゅうたん
- こいまち 第7話
- 心の旅路
- さすらい刑事Ⅳ（第1話）
- さすらい署長 風間昭平2
- ザ・ラスト・ショット
- 事件記者・浦上伸介1
- 小京都ミステリー16
- 捜査検事・近松茂道14
- 超神ネイガー
- 炎立つ
- まんさくの花

## 映画
- 黒子のバスケ（紫原敦が所属する陽泉高校）
- 青い山脈
- アカシアの町
- イタズ 熊
- 馬
- 男が命を賭ける時
- 男はつらいよ 寅次郎恋愛塾
- 思えば遠くへ来たもんだ
- 隠し剣鬼の爪
- 火口のふたり
- 風が通り抜ける道
- 君は裸足の髪を見たか
- コドモのコドモ
- 小林多喜二（1974年）
- 十七才は一度だけ
- 好きだ、
- 砂の器
- そよかぜ
- 釣りキチ三平
- 釣りバカ日誌15
- デイアンドナイト
- デコトラの鷲4
- 泣く子はいねぇが
- 人間の条件
- ハチ公物語
- ハナばあちゃん!!～わたしのヤマのカミサマ～
- 母 小林多喜二の母の物語
- ひとひらの雪
- フランケンシュタイン対地底怪獣
- マタギ
- 民謡の町 秋田おばこ
- 室井慎次 敗れざる者/室井慎次 生き続ける者
- 燃える勇者
- 山と川のある街
- 雪の降る町を
- ルックバック - 漫画は山形県が主な舞台であるが、映画版では原作者藤本タツキの地元にかほ市の要素が追加されている。
- 若い先生
- 若い豹のむれ

## 漫画
- 黒子のバスケ（紫原敦が所属する陽泉高校）
- 青山君の夏休み 秋田市400年物語
- 秋田妹!えびなちゃん
- いとしのムーコ（みずしな孝之）
- 顔に出ない柏田さんと顔に出る太田君の日常（東ふゆ）
- 銀牙シリーズ（高橋よしひろ）
  - 銀牙 -流れ星 銀-
  - 銀牙伝説WEED
  - 銀牙伝説WEEDオリオン
- クレヨンしんちゃん（臼井義人）- 主人公の父野原ひろしは秋田出身
- 激濤 Magnitude 7.7
- 斎藤憲三ものがたり
- ザ・ワールド・イズ・マイン
- 釣りキチ三平（矢口高雄）
- おらが村（矢口高雄）
- みかづきマーチ（山田はまち）
- のたり松太郎
- 名物!たびてつ友の会
- 雪の峠・剣の舞（岩明均）

## テレビアニメ
- 黒子のバスケ（紫原敦が所属する陽泉高校）
- いとしのムーコ
- 宇崎ちゃんは遊びたい
- 銀牙シリーズ
  - 銀牙 -流れ星 銀-
  - 銀牙伝説WEED
  - 銀牙伝説WEEDオリオン
- クレヨンしんちゃん（臼井義人）
- 新幹線変形ロボ シンカリオン 第3話・4話
- 釣りキチ三平
- のたり松太郎
- まんが日本昔ばなし「さだ六とシロ」

## 音楽作品（楽曲・戯曲）
- 秋田は濡れて
- 秋田ポンポン節
- 男鹿半島
- おばこ巡礼歌
- 思えば遠くへ来たもんだ
- 角館哀歌
- きみまちざか
- 恋する城下町
- 五能線
- つばさのドンパン節
- リンゴの唄

## ラジオドラマ
- アキタ系、なう（NHK-FMFMシアター）
- 73年前の紙風船（NHK-FM 特集オーディオドラマ）
- 防砂林（NHk-FM FMシアター）

## ゲーム
- 秋田・男鹿ミステリー案内 凍える銀鈴花[1]
- 電車でGO2秋田新幹線
- North Wind

## 絵画
- 秋田の行事（藤田嗣治）